# Aringo
Aringo è una frazione di Montereale, piccolo paese dell'Alta Valle dell'Aterno, situato alle pendici del Monte Civitella (Monti dell'Alto Aterno), nelle vicinanze della sorgente del fiume Mondragone, origine del fiume Aterno, sulla Strada statale 260 Picente che conduce da Pizzoli ad Amatrice, a ridosso del Parco nazionale del Gran Sasso e Monti della Laga, guardando a sud-est verso la conca del Monterealese. La frazione dista circa 5,5 km dal capoluogo comunale.

## Storia
Edificato già in epoca romana lungo la via Calatina, la antica via lunga circa 125 miglia che attraversava la Sabina, probabilmente deve il suo nome ad un goto di nome Arrigs che alla fine dell'antico evo vi si stabilì per avere il pieno controllo dell'economia agricola della zona grazie alla sua posizione dominante sulla grande pianura che si estende a sud di esso. Attraversata in gran parte dalle acque del fiume Aterno che nasce a nord-est del piccolo centro, la grande pianura fu bonificata presumibilmente tra il II secolo a.C. e il I secolo d.C. e conquistata all'agricoltura.
Nei decenni che seguirono la nascita del Ducato longobardo di Spoleto tutta la zona passò sotto il controllo delle popolazioni germaniche (tra la fine del secolo VI e l'inizio del VII) che durò fino alla loro sconfitta da parte dei Franchi nel 774. Durante i secoli successivi il territorio dove sorge Aringo è stato costantemente caratterizzato dalla presenza dell'uomo grazie alle risorse legate all'agricoltura e al bosco. A conferma di ciò la nascita e lo sviluppo di numerosi insediamenti dai nomi che si riferiscono a nuclei fortificati oltre alla presenza di numerose strutture religiose nella zona. In particolare ad Aringo è attestata la presenza di due chiese nel 1327, una dedicata a San Nicola e una a San Sebastiano.
Tra i secoli XIV e XVII, a seguito della continua crescita economica che portò ad un'espansione territoriale generale, si decise di riunire le 36 ville (villaggi) appartenenti a Montereale in 4 quarti (quartieri): S. Maria, S. Giovanni, S. Pietro e S. Lorenzo. Aringo fu inserito nel quarto di S. Maria.
Fu prima di pertinenza del municipium romano di Amiterno e a partire dalla fine del secolo VIII entrò a far parte della diocesi di Rieti. Nel 1816 insieme al territorio di Montereale fu inserito nella circoscrizione di L'Aquila.
Durante la seconda guerra mondiale fu sede di un comando tedesco probabilmente sempre per la sua posizione strategica lungo la strada che dalla città di L'Aquila conduce ad Amatrice e quindi sulla via Salaria.

### Terremoti
Il territorio di Aringo cade a metà tra la zona sismica del Nursino e quella dell'Alto Aterno. Ricordiamo le date dei più potenti terremoti che lo hanno colpito: 1209 (violento), 1279 (distruttivo) con epicentro tra Camerino e Serravalle di Chienti, 1328, 1352, 1389 con epicentro nell'alta Val Nerina, 1458 (distruttivo), 1599/1600 con epicentro presso Cascia, 1639 (terribile e spaventoso) con epicentro tra Amatrice e Campotosto, 1703 (devastante) con epicentro tra Rieti ed Amatrice, 1730 con epicentro presso Norcia, 1950 (violento), 6 aprile 2009 (violento) noto come terremoto dell'Aquila del 2009. Danni iniziali modesti si sono verificati con il Terremoto del Centro Italia del 2016 e del 2017, ma la situazione è nettamente peggiorata con le successive scosse del 30 ottobre 2016 (epicentro Norcia) e del 18 gennaio 2017 (epicentro nei pressi di Aringo) che hanno provocato numerosi danni alle strutture e determinato ordinanze di sgombero delle abitazioni gravemente lesionate.

## Geografia fisica

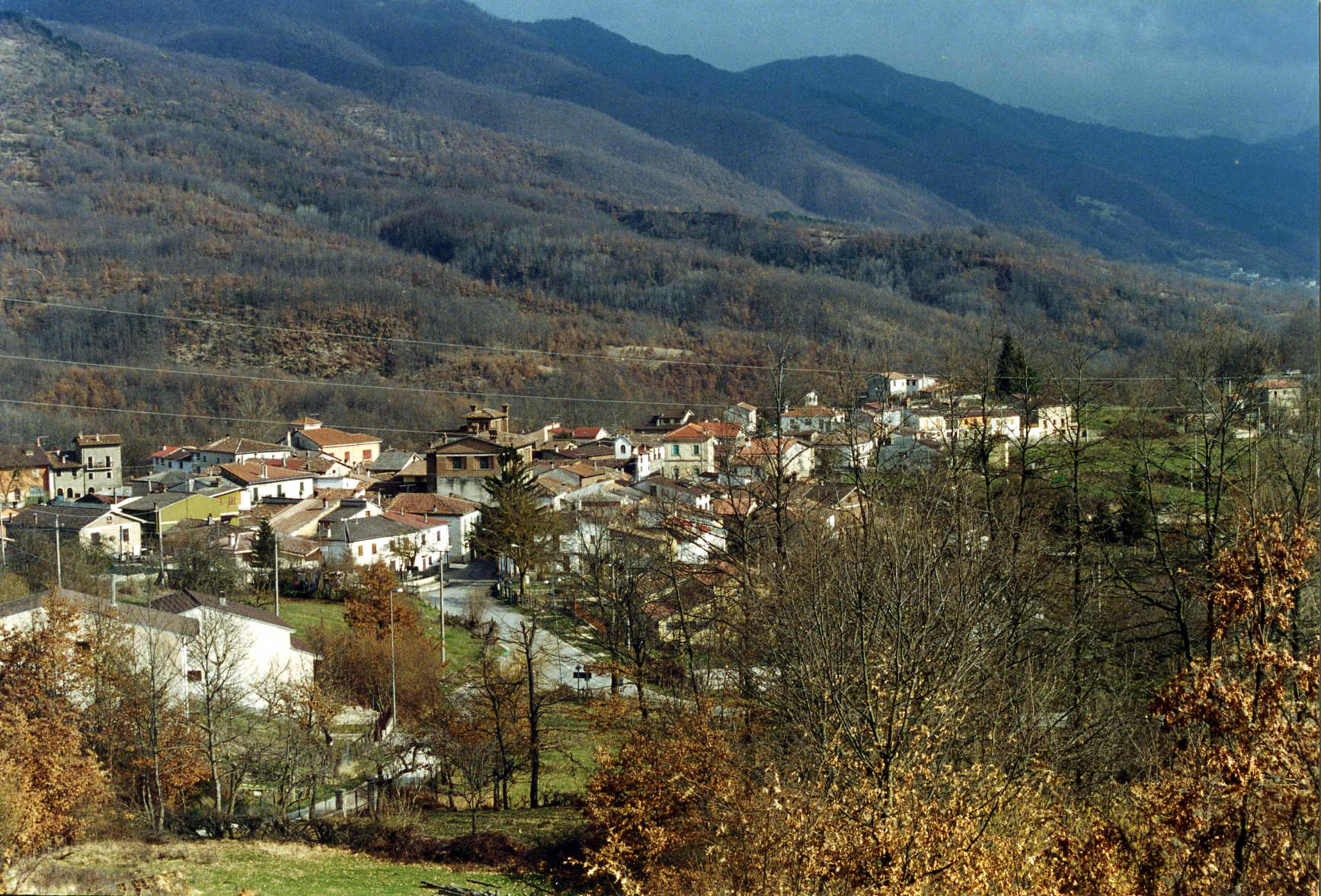
Aringo visto da Nord

### Territorio
Piccolo centro rurale della provincia dell'Aquila, sorge in una zona ricca di polle e di acque sorgive dell'Abruzzo nord-occidentale, a ridosso del confine con il Lazio nei pressi dello spartiacque primario dell'Appennino centrale e di quello secondario che divide il bacino idrografico dell'Aterno a sud da quello del Tronto a nord e quello del Velino a ovest, a poca distanza dal Passo di Montereale che mette in comunicazione la conca amatriciana con la zona dell'Alto Aterno.
Si sviluppa lungo un pianoro in lieve pendenza sul dorso collinare, circondato dalle montagne dell'alta Valle dell'Aterno, a circa 5 km da Montereale in prossimità del Parco nazionale del Gran Sasso e Monti della Laga.
La sua posizione più elevata rispetto ad altri paesi della zona consente di ammirare dalla parte sud del paese il panorama che si estende sulla sottostante piana di Montereale, ben visibile dal Colle dell'Ara e dal Colle della Città. Da paese diparte una strada che sale fino al Lago di Campotosto passando per Poggio Cancelli.
I rilievi circostanti sono per gran parte ricoperti da boschi di cerri, castagni e faggi. Il clima è tipico delle località di montagna con temperature invernali che raggiungono punte minime di −20 °C e temperature estive decisamente più alte che possono superare i 30 °C nei periodi più caldi.

### Il Paese

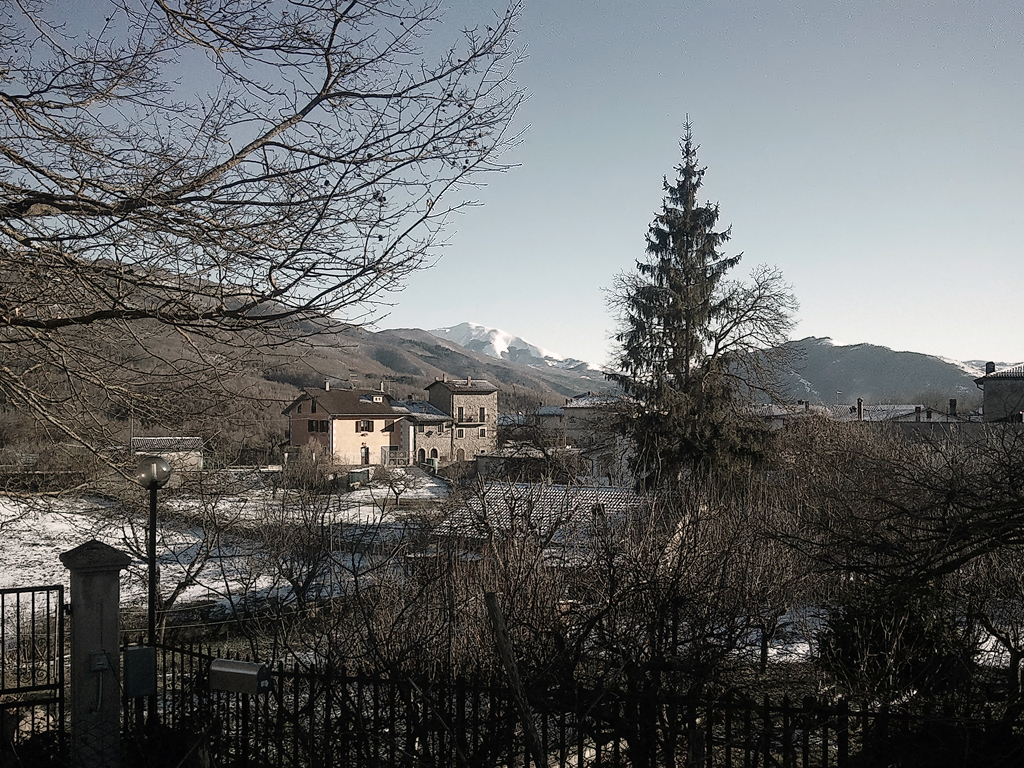
Aringo dalla strada

Il paese è caratterizzato da numerosi vicoli che si diramano internamente dalla strada principale e da sentieri e vecchie mulattiere che si sviluppano esternamente al centro abitato.
Caratterizzato da attività legate soprattutto all'agricoltura e alla pastorizia, è oggi abitato da pochi nuclei familiari. Il numero dei residenti non supera le 50 unità, anche se nei fine settimana e soprattutto durante il periodo estivo si verifica un ritorno consistente verso questa località da parte di villeggianti.

## Ambiente

### Flora
Ricca e varia è la flora presente in questa zona dell'Appennino centrale di media altitudine. Tra le piante più diffuse nei boschi troviamo faggi, abeti bianchi, pioppi, betulle, aceri, noccioli, insieme a cerri, castagni, frassini e roverelle, pini neri, ciliegi e sorbi di montagna.
Per quanto riguarda le specie di arbusti segnaliamo la ginestra, la felce, il biancospino, il ginepro, la rosa selvatica e l'agrifoglio. Sui prati nascono spontaneamente anemoni, genziane, primule, violette, peonie, margherite e campanule.
Tipici prodotti del sottobosco sono i lamponi, i mirtilli, le fragole di bosco, le more e i ribes. Nei periodi meno freddi dell'anno compresi tra la primavera inoltrata e l'autunno è facile rinvenire numerose varietà di funghi. In rare occasioni anche il tartufo estivo.

### Fauna

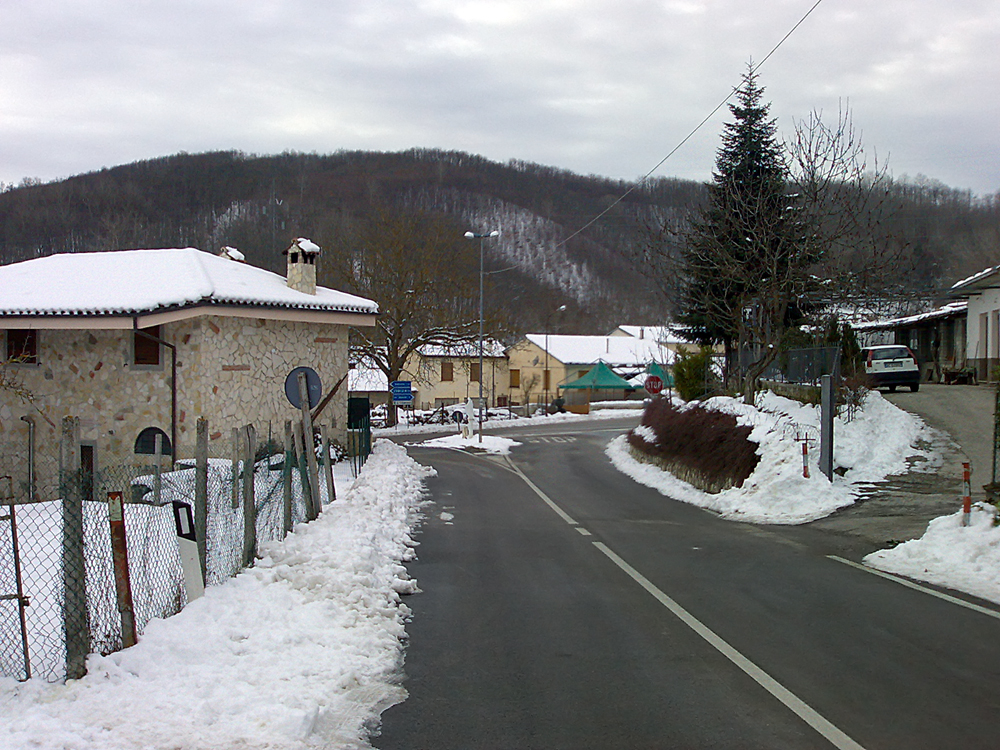
Aringo innevato

La fauna è composta principalmente da mammiferi come cinghiali, scoiattoli, tassi, lepri, ghiri e moscardini. Molto diffusa è la donnola insieme alla faina, la volpe, la puzzola e l'istrice. Meno comuni da incontrare sono il lupo, la martora e il gatto selvatico.
Per quanto riguarda gli uccelli, il più significativo è senza dubbio l'aquila reale che insieme al falco pellegrino sono ancora presenti anche se sempre più rari. Da segnalare la poiana, lo sparviero, il cuculo, il gheppio, il fringuello e il picchio insieme alla coturnice, il beccaccino, il frullino, il merlo, il pettirosso e il croccolone. Tra le specie notturne più comuni troviamo il gufo reale, la civetta, il barbagianni e l'allocco. Tra i rettili da segnalare la vipera aspide e la vipera dell'Orsini, diffusi insieme a diverse specie di serpi e bisce.
Le specie ittiche comprendono la trota, la carpa, la rovella, la tinca, il coregone e il luccio.

## Prodotti tipici
I prodotti caratteristici di questa zona derivano per gran parte dall'uso della carne, considerato che l'allevamento è tra le attività più diffuse: tra i più comuni ricordiamo il maiale, la pecora e l'agnello. Da sempre hanno caratterizzato la cucina di questa zona essendo presenti in molte ricette. In particolare il maiale che fin dal passato ha rappresentato una risorsa per la popolazione locale in quanto quasi tutte le sue parti possono essere sfruttate. La sua carne inoltre si può consumare sia fresca che stagionata durante tutto l'anno. Tra i più diffusi salumi, oltre al guanciale amatriciano e alla mortadella di Campotosto, ricordiamo la ventricina: esclusivo salume del posto, nasce nei primi del Novecento, viene preparato con un impasto a base di pancetta e sugna macinata e condito con sale e pepe; successivamente si aggiungono all'impasto tre o quattro salsicce (una di fegato); al termine della stagionatura, rimanendo di consistenza molto morbida, si mangia spalmandola sul pane. Tra i formaggi, il più diffuso è senz'altro il pecorino prodotto dai pastori stessi.